# كاميلي كيلي
كاميلي كيلي (بالإنجليزية: Camille Kelley)‏ هي قاضية أمريكية، ولدت في 1879، وتوفيت في 28 يناير 1955 بسبب سكتة.